# Po-Dzielnia (Познань)
Po-Dzielnia (пол. Podzielnia - Centrum Ekonomii Współdzielenia, читается Поджельня) ― бесплатный магазин, фришоп (англ. freeshop), а также образовательно-культурный центр, в котором проходят лекции, мастер-классы, выставки и кинопоказы. Po-Dzielnia — некоммерческая организация, созданная активистами Givebox Poznań в сотрудничестве с фондом Pro Terra, работает в Познани с 13 октября 2018 года, находится по адресу: ул. Глоговская 27.

## Концепция
Po-Dzielnia ― это бесплатный магазин, где любой желающий может бесплатно забрать или сдать вещи, которыми он больше не пользуется, при условии если они в хорошем состоянии. Согласно регламенту, в Po-Dzielnia можно оставлять различные предметы быта (кроме крупногабаритных – мебели, крупной бытовой техники, лекарств и продуктов питания). Po-Dzielnia создана с целью ограничения потребительства в обществе, продвижения идеи вторичной переработки, повышения экологического сознания граждан, а также помощи нуждающимся. Po-Dzielnia также является центром встреч, творческих мастерских и выставок, связанных с идеей Zero Waste, экологией и культурой.

## История создания

### Givebox

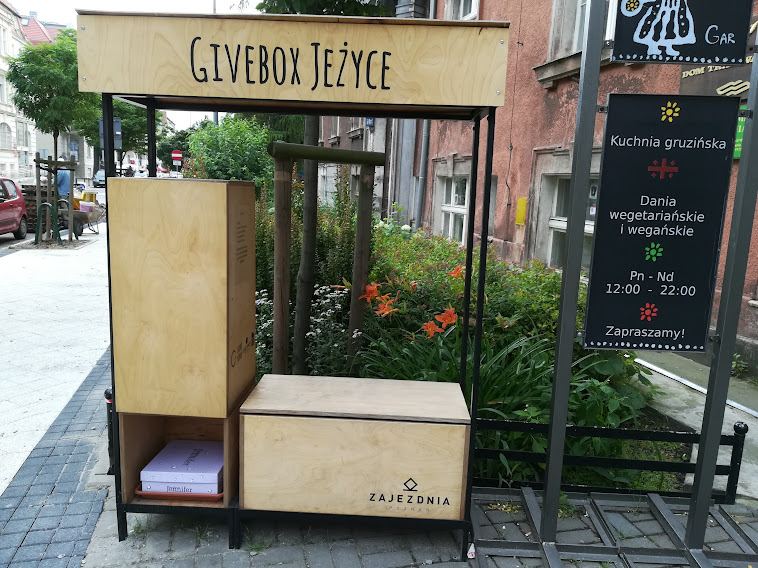
Ныне несуществующий Givebox на ул. Словацкого, Познань

Первым проектом создателей Po-Dzielnia был Givebox - вид уличной мебели, шкаф, размещаемый в часто посещаемых местах, где можно анонимно, бесплатно оставить и забрать бывшие в употреблении и ненужные предметы быта, например, одежду, бытовую технику, игрушки, посуду или книги.
В настоящее время в Познани и её окрестностях работают 4 шкафа Givebox:
- Сьрудка, ул. Гданьская 2 (амфитеатр возле здания Ворот Познани)
- Сухы-Ляс, ул. Школьная 16 (возле здания библиотеки)
- Старе Място (внутри здания Экономического университета)
- Оседле Болеслава Храброго 117 (Дом культуры Домбрувка)[9]

### Po-Dzielnia
Уличные шкафы Givebox стали пользоваться большой популярностью. Так как их вместимость была ограничена, в шкафах со временем стало не хватать места. Многие люди оставляли вещи возле шкафов на улице. Волонтёрам стало трудно контролировать состояние вещей и поддерживать порядок в шкафах. Погодные условия также негативно влияли на оставленные предметы, например одежду, которая лежала под дождём. Так родилась идея создания места, действующего по принципу Givebox, только уже в помещении.

## Галерея

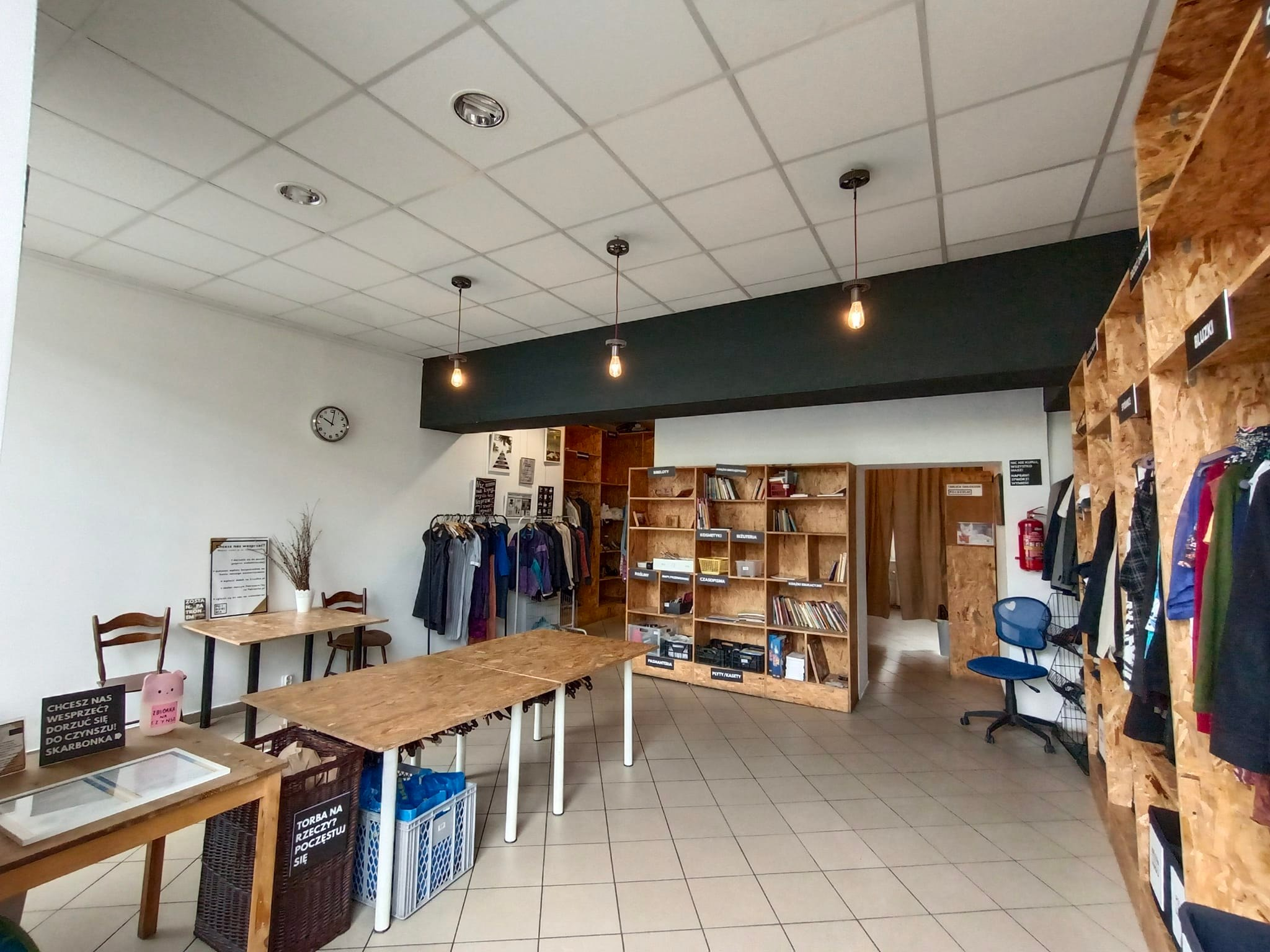
Po-Dzielnia внутри
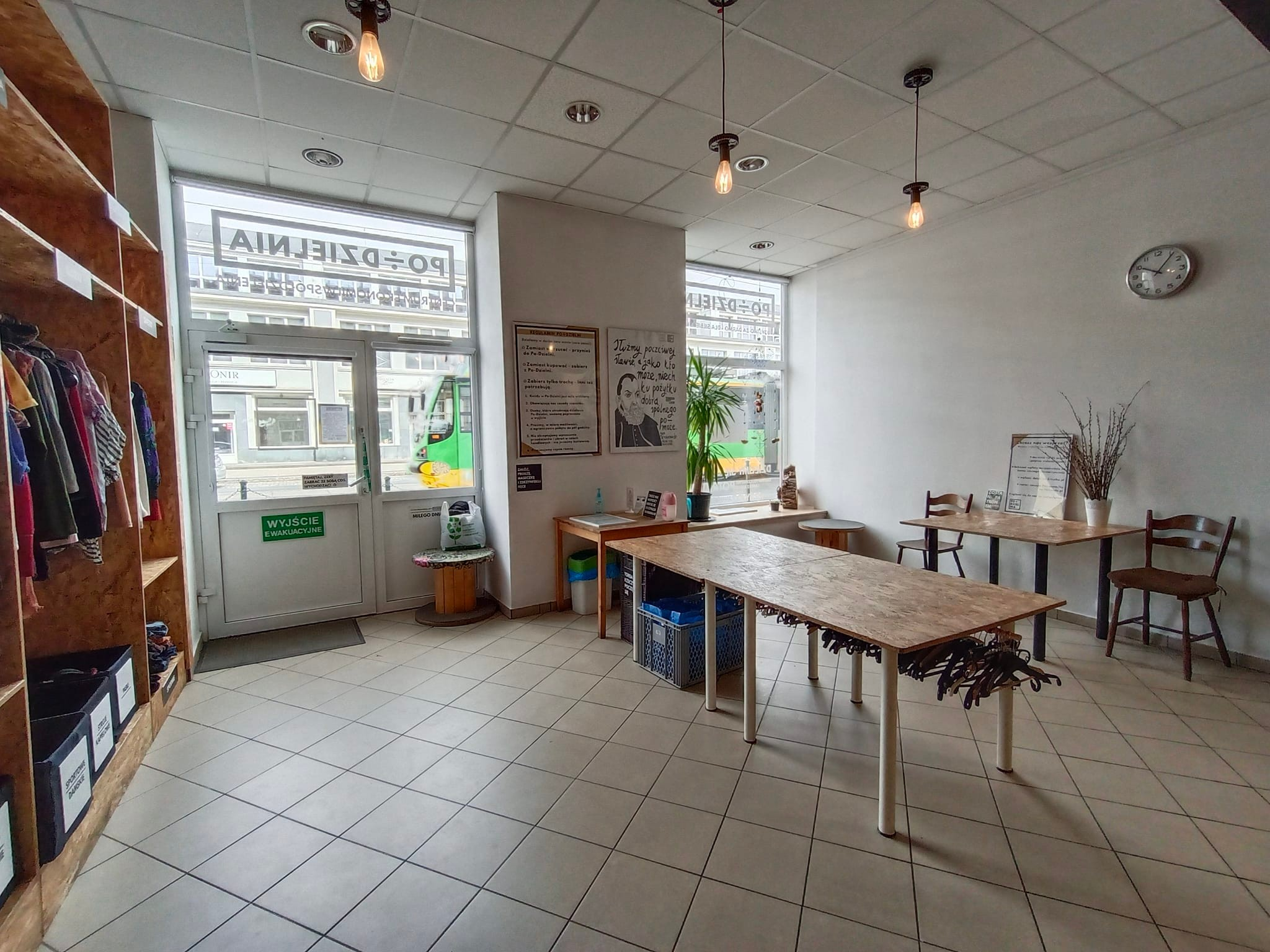
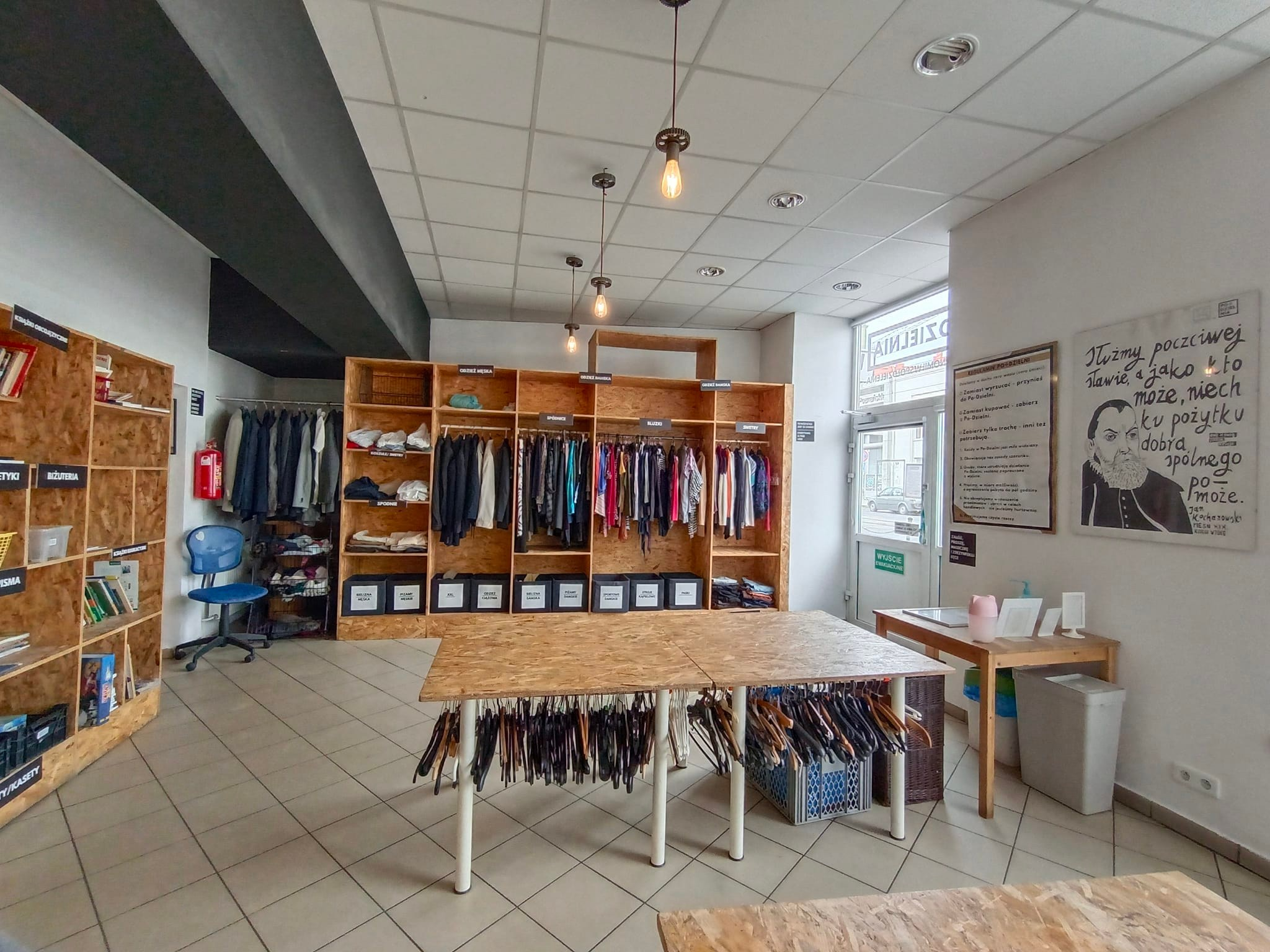
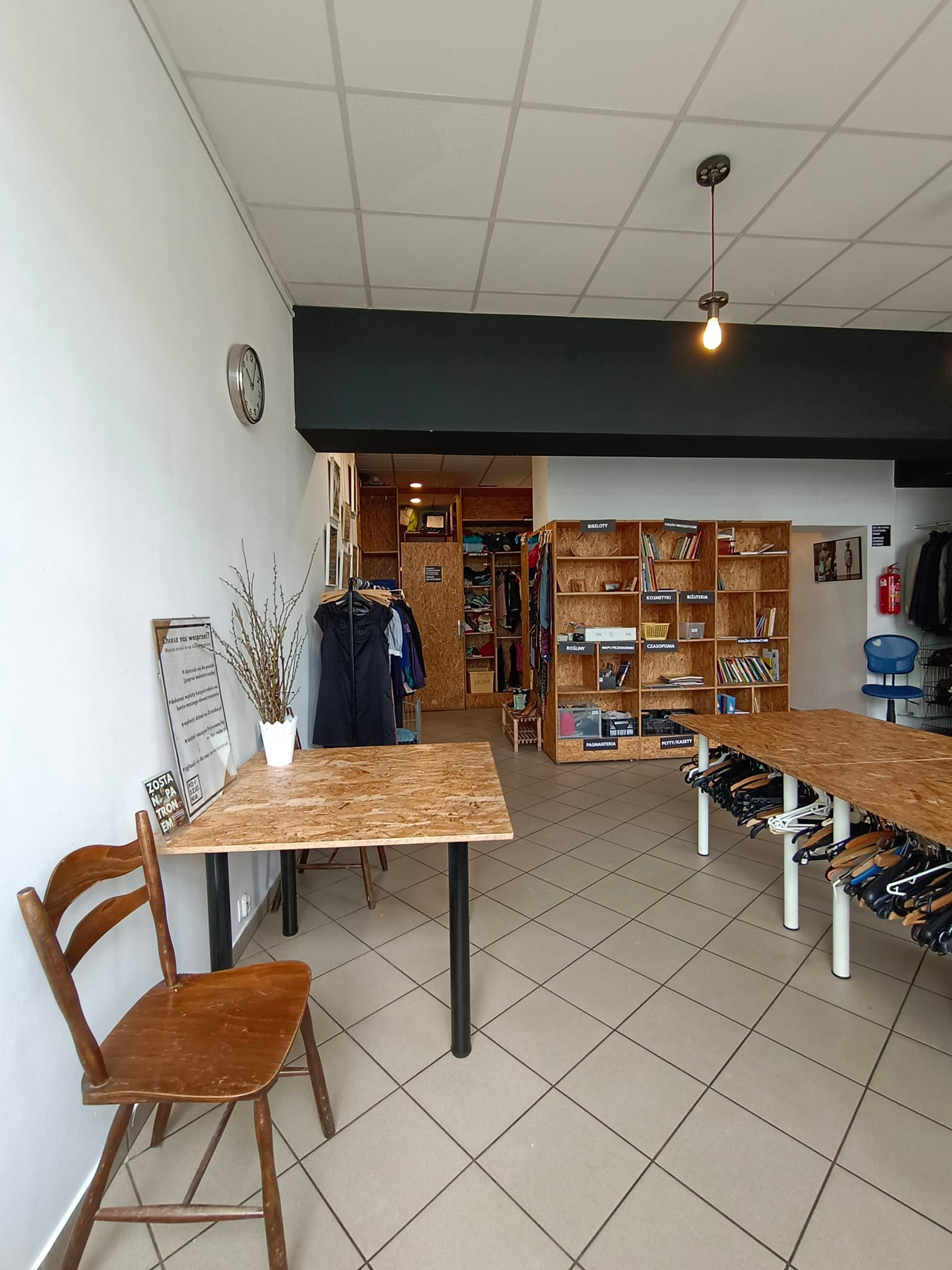
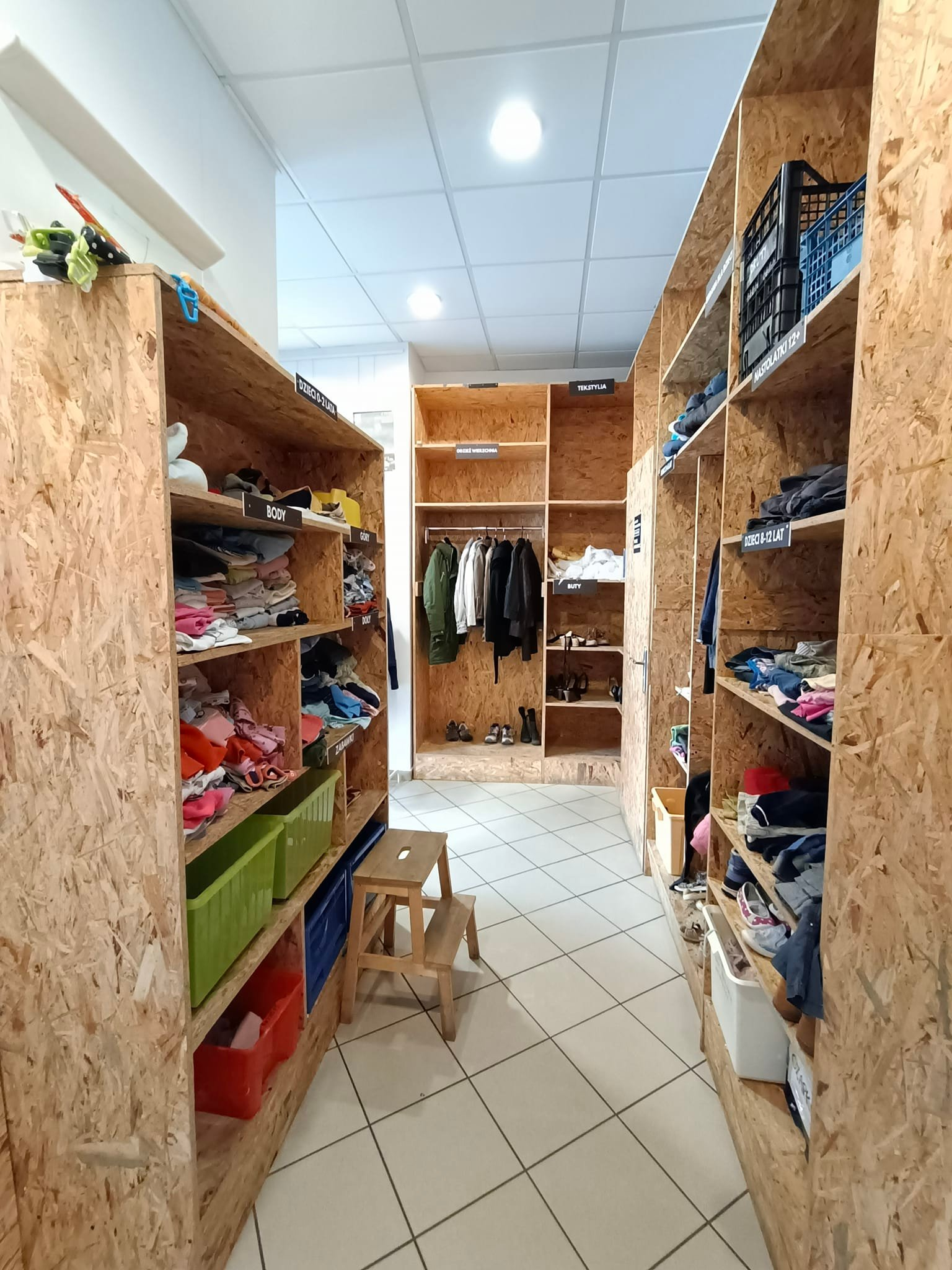
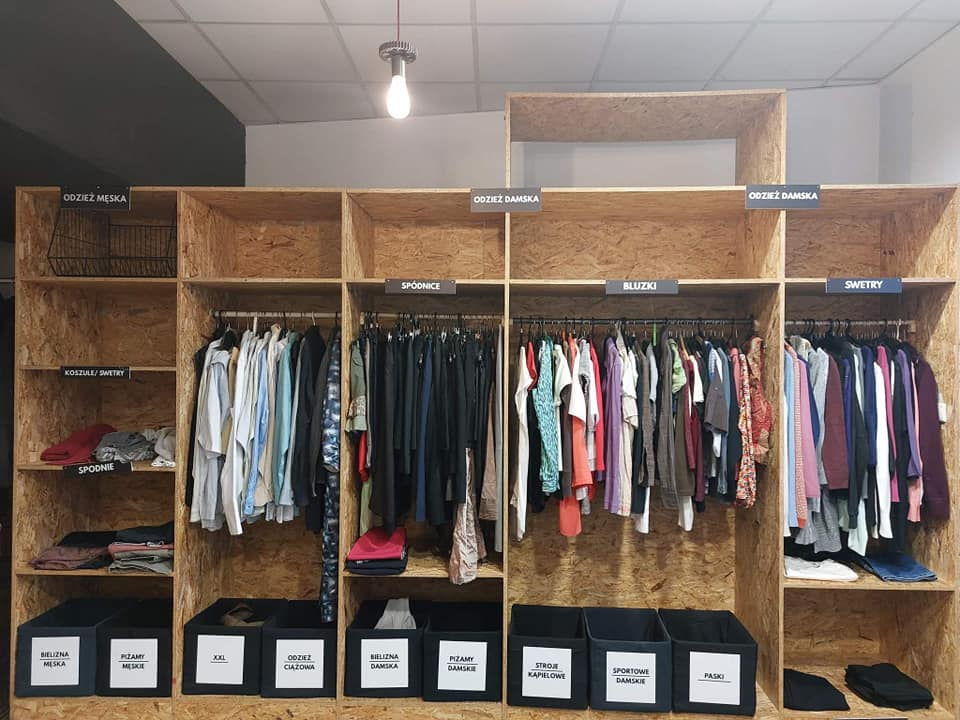